# Lymantria russula
Lymantria russula este o specie de molii din genul Lymantria, familia Lymantriidae, descrisă de Collenette 1933 Conform Catalogue of Life specia Lymantria russula nu are subspecii cunoscute.